# Lloyd Nolan
Lloyd Nolan (São Francisco, 11 de agosto de 1902 – Los Angeles, 27 de setembro de 1985) foi um ator estadunidense.

## Biografia
Abandonou seus estudos na Universidade de Stanford para se dedicar a interpretar Ibsen e Shakespeare e unir-se a uma companhia dramática que viajava pelos Estados Unidos com a peça "The Front Page".
Trabalhou em mais de cem filmes e seriados de TV e começou a despontar a partir do final da década de 1930. Ganhou o Prêmio Emmy em 1955 pela sua atuação no telefilme "The Caine Mutiny Martial-Court" como o Capitão Queeg.
Entre seus maiores sucessos estão: "Ebb Tide", de 1937; "The House on 92nd Street", de 1945; "Lady in the Lake" de 1947; "A Tree Grows in Brooklyn" de 1945; "A Hatful of Rain" de 1957; "Peyton Place" também de 1957 e "Hannah and Her Sisters", dirigido por Woody Allen, que foi seu último trabalho. Em 1974 fez uma participação especial em "Earthquake".
Trabalhou intensamente na TV, onde estrelou as séries "Martin Kane, Private Eye" (1951-1952), "Special Agent 7" (1958-1959) e "Julia" (1968-1971).
Casou-se duas vezes. A primeira, com Mary Elizabeth Efird, de 1933 a 1981, data em que ela faleceu. Com ela teve dois filhos, um deles autista. Em 1983, casou-se novamente, agora com Virginia Dabney. O matrimônio durou até 1985, quando faleceu em decorrência de um câncer de pulmão.

## Filmografia parcial[1]
- 1935 Stolen Harmony
- 1935 G-Men
- 1935 Atlantic Adventure
- 1936 You May Be Next
- 1936 Big Brown Eyes
- 1936 The Texas Rangers
- 1937 King of Gamblers
- 1937 Ebb Tide
- 1937 Wells Fargo
- 1938 Every Day's a Holiday
- 1938 Tip-Off Girls
- 1938 Hunted Men
- 1938 Prison Farm
- 1938 King of Alcatraz
- 1939 St. Louis Blues
- 1939 Ambush
- 1939 The Magnificent Fraud
- 1940 The Man Who Wouldn't Talk
- 1940 Gangs of Chicago
- 1940 The Man I Married
- 1940 Pier 13
- 1940 Michael Shayne Private Detective
- 1941 Behind the News
- 1941 Sleepers West
- 1941 Mr. Dynamite
- 1941 Dressed to Kill
- 1941 Buy Me That Town
- 1941 Blues in the Night
- 1942 The Man Who Wouldn't Die
- 1942 Apache Trail
- 1942 It Happened in Flatbush
- 1942 Manila Calling
- 1943 Bataan
- 1943 Guadalcanal Diary
- 1945 A Tree Grows in Brooklyn
- 1945 Circunstantial Evidence
- 1945 The House on 92nd Street
- 1946 Somewhere in the Night
- 1947 Lady in the Lake
- 1947 Two Smart People
- 1947 Wild Harvest
- 1948 Green Grass of Wyoming
- 1948 The Street with No Name
- 1949 Bad Boy
- 1949 The Sun Comes Up
- 1949 Easy Living
- 1951 The Lemon Drop Kid
- 1953 Island in the Sky
- 1956 The Last Hunt
- 1956 Toward the Unknown
- 1957 Seven Waves Away
- 1957 A Hatful of Rain
- 1957 Peyton Place
- 1960 Portrait in Black
- 1960 Girl of the Night
- 1961 Susan Slade
- 1963 The Girl Hunters
- 1964 Circus World
- 1965 Never Too Late
- 1966 An American Dream
- 1968 Sergeant Ryker
- 1968 Ice Station Zebra
- 1970 Airport
- 1974 Earthquake
- 1977 The Private Files of J. Edgar Hoover
- 1978 My Boys Are Good Boys
- 1984 Prince Jack
- 1986 Hanna and Her Sisters